# Paul Voulet
Paul Gustave Lucien Voulet (1866-1899) était un officier français mort près de Mayjirgui (Soudan Central, aujourd'hui au Niger) en 1899.

## Biographie
Paul Voulet est né dans le 5e arrondissement de Paris le 10 août 1866. 
Fils de médecin, il a d'abord fait campagne en Indochine comme simple soldat au 4e régiment d'infanterie de marine avant d'être promu sergent puis sous-lieutenant à sa sortie de l'École militaire d'infanterie. 
En 1893, affecté en Afrique occidentale, il participe activement à l'établissement du protectorat français en pays Mossi. En 1898, le ministre des Colonies André Lebon lui confie la responsabilité de parvenir au lac Tchad pour assurer à la France le contrôle du cœur de l'Afrique en 1899 avec le capitaine Julien Chanoine. Lors de cette expédition dite mission Voulet-Chanoine, d'atroces massacres sont commis en raison des méthodes brutales de Voulet. La métropole, ayant pris connaissance de ses agissements, envoie le lieutenant-colonel Klobb prendre la direction de la mission. Le capitaine Voulet refuse d'obéir aux ordres de Paris : 
« Vous vous êtes certainement rendu compte de l'infamie que vous avez commise à mon égard en venant ainsi, poussé par une ambition effrénée, me voler le fruit de mes efforts. »
À la suite de cette rébellion et de l'assassinat de Klobb, le capitaine Voulet s'enfuit. Il est abattu par une sentinelle à Mayjirgui.
En 1923, un jeune administrateur colonial, Robert Delavignette, fait ouvrir les tombes de Voulet et de Chanoine : il les trouve vides.

## Décorations
- Chevalier de la Légion d'honneur (6 décembre 1893)
- Médaille commémorative de l'expédition du Tonkin
- Médaille coloniale

## Source
- Les collections de l'Histoire; Le temps des colonies ; avril 2001 no 11